# Bitterfelder Brücke
Die Bitterfelder Brücke ist eine Straßenbrücke in Berlin, die im Bezirk Marzahn-Hellersdorf im Zuge der Bitterfelder Straße über die Märkische Allee und die Wriezener Bahn führt.

## Geschichte
Die Bitterfelder Brücke wurde im Jahr 1979 gebaut. Zwischen den Jahren 2003 und 2004 wurde im Zuge der Erweiterung der Bitterfelder Straße die Brücke von zwei auf vier Fahrspuren ausgebaut. Während der Bauarbeiten wurde der Fahrzeug-, Fußgänger- und Radfahrerverkehr zwischen den Bezirken Marzahn-Hellersdorf und Lichtenberg aufrechterhalten. Der Abstand von der alten zur neuen Brücke beträgt 1,25 Meter. Die alte sowie die neue Brücke bestehen aus sechs Feldern mit jeweils 20,00 Meter Stützweite und kreuzen die unterführenden Verkehrswege in einem Winkel von 80,0144 gon. Außerdem gab es einen Neubau der Straßenbeleuchtung. Die Baukosten beliefen sich auf 1.878.000 Euro.
Am 17. März 2023 musste der im Jahre 2004 in Betrieb genommene neuere Brückenteil wegen Rissbildung an der Unterseite im Bereich der Pfeiler und der Widerlager für den Autoverkehr gesperrt werden. Diese Schäden waren im Rahmen planmäßiger Bauwerksprüfungen festgestellt worden. Der Verkehr der Buslinien X54 und 154 ist in Richtung Westen ist seither nicht möglich und muss umgeleitet werden. Der Verkehr auf der Märkischen Allee und der Wriezener Bahn ist nicht beeinträchtigt. Seitens der Verkehrsinformationszentrale Berlin wird die Einrichtung eines Gegenverkehrs auf dem alten, befahrbaren Brückenteil geprüft.